# サンロベール隕石
サンロベール隕石（サンロベールいんせき、St-Robert meteorite）は1994年6月14日現地時間20時2分、カナダのケベック州のサンロベール（Saint-Robert-de-Sorel)の農園に落下した隕石である。火球はケベック州、オンタリオ州、アメリカ合衆国のニューハンプシャー州、バーモント州、ニューヨーク州で目撃された。大気に突入した時の隕石の質量は2,000kgであったと見積もられている。
落下の数分後にStephane Forcierが深さ25cmにめり込んだ最初の隕石を発見し、発見した時には触ることができるぐらい冷たかった。その後の3ヶ月間に20個の隕石破片が発見された。回収された最大の隕石破片は6.5kgで回収された総量は25.4kgであった。
H5に分類される普通コンドライトである。